# Riso Scotti-Vinavil
La Riso Scotti-Vinavil, nota in precedenza come Asics-CGA, è stata una squadra maschile italiana di ciclismo su strada, attiva a livello UCI dal 1997 al 1999.

## Storia
Al termine della stagione 1996, la storica squadra Carrera, presente in gruppo dal 1984, si sciolse in seguito al ritiro della sponsorizzazione da parte dell'azienda di abbigliamento Carrera Jeans. Grazie al supporto della società di articoli sportivi Asics e dal telaista Carrera Podium, il team manager Davide Boifava diede vita, a Calcinato (sede di Carrera Podium), alla nuova squadra Asics-CGA; qui lo seguirono cinque corridori della Carrera, tra cui Claudio Chiappucci, Enrico Zaina e Filippo Simeoni, rinforzati da tre innesti provenienti dalla Mapei-GB, tra cui Federico Colonna e Andrea Noè, e da diversi neoprofessionisti. Nella prima stagione la formazione, detentrice di licenza di squadra di prima divisione, ottenne un successo di tappa al Giro d'Italia e la vittoria al Giro del Lazio, in entrambi i casi con Alessandro Baronti.
Nel 1998 la squadra si rinforzò con quattro ciclisti della disciolta MG Boys Maglificio, tra i quali Michele Bartoli, già vincitore della Coppa del mondo 1997, e Paolo Bettini. Proprio Bartoli in stagione diede all'Asics una nuova vittoria nella classifica di Coppa del mondo, grazie ai successi alla Liegi-Bastogne-Liegi e al Campionato di Zurigo e ai numerosi piazzamenti nelle classiche stagionali; Bartoli e Noè vinsero inoltre una tappa ciascuno al Giro d'Italia (corsa in cui Bettini fu settimo), e la squadra partecipò anche al suo primo Tour de France. A fine stagione Bartoli, Bettini e Noè si trasferirono alla Mapei-Quick Step, e si ebbe l'addio dello sponsor Asics.
Nel 1999 la formazione venne rifondata come Riso Scotti-Vinavil, grazie alla sponsorizzazione di Riso Scotti, azienda pavese già presente in gruppo l'anno prima con la Riso Scotti-MG Boys Maglificio di Giancarlo Ferretti. Il nuovo leader divenne, da maggio, il neoprofessionista Ivan Basso, campione del mondo Under-23 in carica, che non andò però oltre alcuni piazzamenti Top 10 in classiche e semiclassiche estive; come successi di squadra arrivarono unicamente quelli in tre tappe alla Vuelta a la Argentina. A fine stagione la formazione interruppe l'attività: Boifava, il ds Mario Chiesa, otto ciclisti, tra cui Basso e Simeoni, e il costruttore Carrera Podium proseguirono con la Amica Chips-Tacconi Sport.

## Cronistoria

### Annuario
| Anno | Codice | Nome                | Cat. | Biciclette | Dirigenza                                                                              |
| ---- | ------ | ------------------- | ---- | ---------- | -------------------------------------------------------------------------------------- |
| 1997 | ASI    | Asics-CGA           | GSI  | Carrera    | Manager: Davide Boifava Dir. sportivi: Sandro Quintarelli, Pietro Turchetti            |
| 1998 | ASI    | Asics-CGA           | GSI  | Carrera    | Manager: Davide Boifava Dir. sportivi: Serge Parsani, Pietro Turchetti, Mario Chiesa   |
| 1999 | RIS    | Riso Scotti-Vinavil | GSI  | Carrera    | Manager: Davide Boifava Dir. sportivi: Mario Chiesa, Roberto Damiani, Pietro Turchetti |

## Palmarès

### Grandi Giri
- Giro d'Italia

Partecipazioni: 3 (1997, 1998, 1999)
Vittorie di tappa: 3
1997: 1 (Alessandro Baronti)
1998: 2 (Andrea Noè, Michele Bartoli)
Vittorie finali: 0
Altre classifiche: 0
- Tour de France

Partecipazioni: 1 (1998)
Vittorie di tappa: 0
Vittorie finali: 0
Altre classifiche: 0
- Vuelta a España

Partecipazioni: 2 (1997, 1999)
Vittorie di tappa: 0
Vittorie finali: 0
Altre classifiche: 0

### Classiche monumento
- Liegi-Bastogne-Liegi: 1

1998 (Michele Bartoli)